# 1651 au théâtre
| Années du théâtre : 1648 - 1649 - 1650 - 1651 - 1652 - 1653 - 1654    |
| Décennies du théâtre : 1620 - 1630 - 1640 - 1650 - 1660 - 1670 - 1680 |

## Événements
- Paul Scarron publie à Paris la première partie du Roman comique, un roman qui raconte l'arrivée d'une troupe de comédiens au Mans et leurs aventures rocambolesques dans la ville et aux environs[1].
- L'acteur Germain Clérin, dit Villabé, entre dans la compagnie des « Comédiens du Prince d'Orange » à Bruxelles.

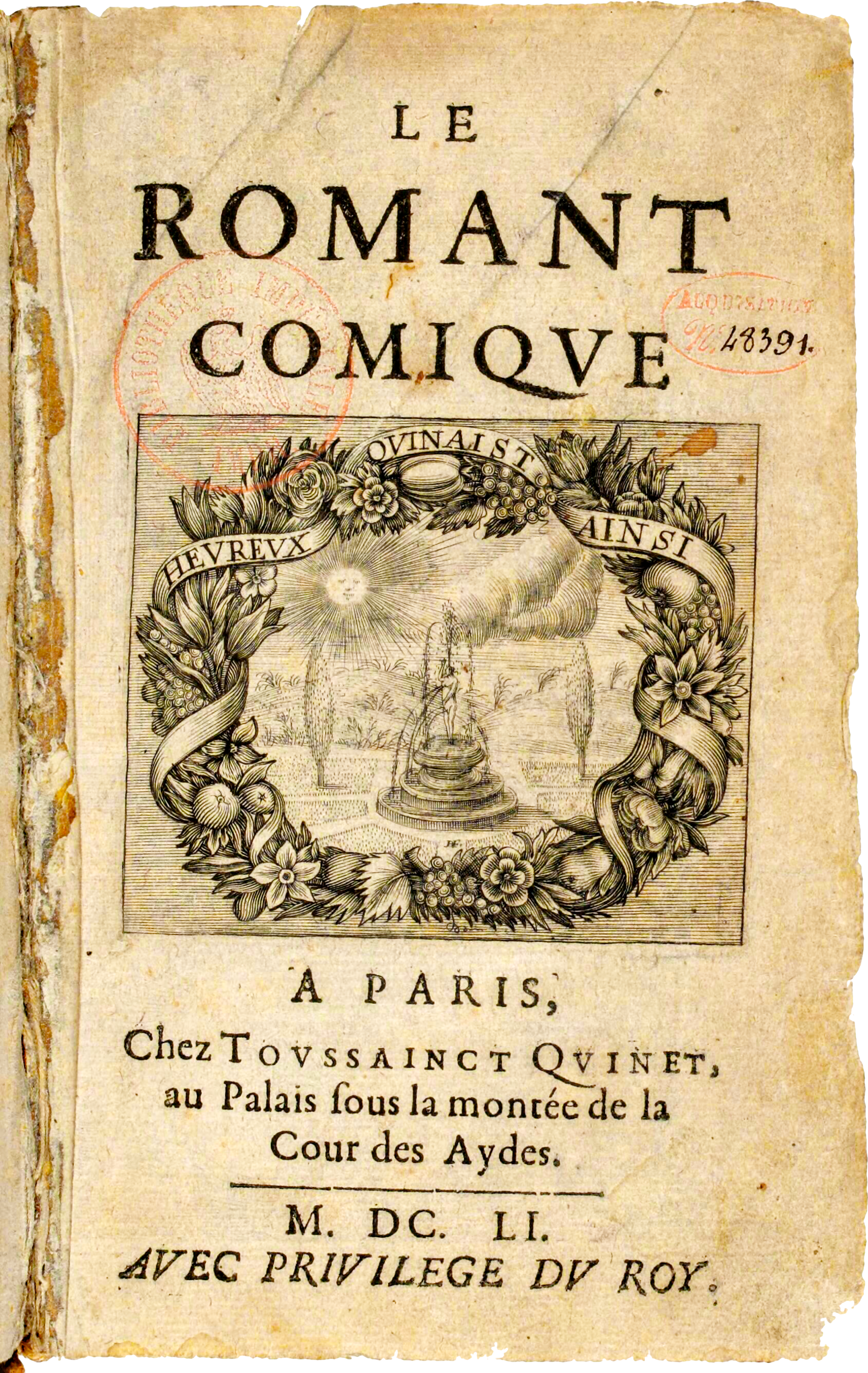
Page de titre du Roman comique de Scarron.

## Pièces de théâtre publiées
- Jan Jacob de Condé, Den Lydenden ende Stervenden Christus, Bruxelles, Guilliam Scheybels : pièce sur la passion du Christ.

## Pièces de théâtre représentées
- janvier : Nicomède, tragédie de Pierre Corneille, Paris, Hôtel de Bourgogne.
- Pertharite, roi des Lombards, tragédie de Pierre Corneille, Paris, Hôtel de Bourgogne ; la pièce ne connaît qu'une seule représentation[2].  L'échec de cette dernière pièce pousse Corneille à renoncer pour plusieurs années au théâtre.

## Naissances
- 24 octobre : Jean de La Chapelle, auteur dramatique français, mort le 29 mai 1723.
- Date précise non connue :
  - Takemoto Gidayū, récitant jōruri, créateur d'un style de narration chantée pour le théâtre de marionnettes bunraku, fondateur et directeur du théâtre Takemoto-za à Osaka, mort le 18 octobre 1714.

## Décès
- 3 septembre : Luis Quiñones de Benavente, écrivain et auteur dramatique espagnol, baptisé le 3 septembre 1581.